# Alexis Flores
Alexis Flores (n. 18 iulie 1975, Honduras – disp. iunie 2005) este un fugar⁠(d) hondurian căutat pentru răpirea, violul și uciderea fetiței de 5 ani, Iriana DeJesus, în Philadelphia, Pennsylvania, SUA, în 2000. Flores este al 487-lea fugar plasat pe lista celor mai căutați zece fugari (Ten Most Wanted Fugitives) a FBI-ului.

## Context
Flores s-a născut în Honduras în 1975, deși a folosit date de naștere cuprinse între 1975 și 1982. Flores are o cicatrice mare pe gât, rezultată în urma unei răni suferite în timpul uraganul Mitch în Honduras, în 1998.

## Acuzații de răpire și crimă
În vara anului 2000, un vagabond fără adăpost, cunoscut sub numele de „Carlos” (sau „Carlo”) a primit adăpost, îmbrăcăminte și muncă ca muncitor necalificat de la Jorge Contreras, un locuitor din Hunting Park⁠(d), Philadelphia. Pe 3 august, la cinci zile de la dispariția sa, trupul fetiței Iriana DeJesus a fost găsit în subsolul unei clădiri abandonate, unde „Carlos” se credea că a stat. Ea fusese agresată sexual, strangulată și învelită într-o pungă de gunoi. Un tricou cu un logo politic distinctiv a fost găsit lângă corpul Irianei, având sângele acesteia. Când poliția l-a întrebat pe Contreras despre tricou, el l-a recunoscut ca fiind unul dintre articolele de îmbrăcăminte pe care le împrumutase lui „Carlos”, care nu mai fusese văzut în zonă de când fetița a fost raportată ca dispărută. „Carlos” a devenit astfel căutat pentru anchetă, iar un desen al acestuia a fost difuzat la America's Most Wanted⁠(d).

## Arestări și deportare
Flores a fost arestat pentru furt în Arizona în 2002. Doi ani mai târziu, poliția a mers la locuința lui Flores ca urmare a unei plângeri privind zgomotul. După ce a prezentat documente de identitate false, Flores a fost arestat pentru deținerea unui dispozitiv de falsificare, o infracțiune în Arizona. La momentul arestării, Flores avea o atitudine prietenoasă, a cooperat cu poliția în timpul interogatoriului. Când ofițerii au intrat în apartamentul său pentru o investigație suplimentară, au observat materiale pornografice răspândite pe podea. Flores le-a spus autorităților de imigrație că locuise în Schaumburg⁠(d), Illinois, înainte de a se muta în Phoenix. A fost încarcerat timp de 60 de zile și deportat în Honduras după eliberarea sa, în iunie 2005.

## Potrivirea ADN-ului și adăugarea pe lista celor mai căutați fugari a FBI-ului

Infograficul lui Flores

În 2006, un eșantion de ADN al lui Flores, luat în Arizona, a fost adăugat la Sistemul Combinațional de Indici ADN⁠(d). În martie 2007, acest ADN a corespuns pozitiv cu ADN-ul găsit la locul crimei din Philadelphia. S-a stabilit că „Carlos” și Flores sunt aceeași persoană.
Pe 22 martie 2007, a fost emis un mandat de arestare local în Commonwealth-ul Pennsylvania, iar Flores a fost acuzat de crimă și alte infracțiuni. În aceeași zi, a fost emis un mandat de arestare federal pentru Flores în Districtul de Est al Pennsylvaniei, fiind acuzat de fugă ilegală pentru a evita urmărirea penală.
Flores a fost adăugat pe lista celor mai căutați zece fugari a FBI pe 2 iunie 2007. El l-a înlocuit pe Shauntay Henderson⁠(d) pe listă. FBI oferă o recompensă de până la 250.000 de dolari pentru informații care conduc direct la capturarea lui Flores. De asemenea, el este subiectul unui aviz roșu emis de Interpol. Este considerat înarmat și extrem de periculos. Flores vorbește fluent atât spaniola, cât și engleza și se crede că se află în Honduras sau că a revenit în Statele Unite.
În martie 2024, FBI a lansat o nouă imagine cu progresia vârstei lui Flores, arătând cum ar putea arăta în primii sau mijlocul vârstei de 40 de ani. 